# Massaker von Xamán
Beim Massaker von Xamán wurden am 5. Oktober 1995 elf Menschen durch eine Patrouille der Streitkräfte Guatemalas gegen Ende des Bürgerkrieges in Guatemala ermordet und weitere 28 verletzt.

## Aurora 8 de Octubre
Die Gemeinde Aurora 8 de Octubre befindet sich auf der Finca Xamán in Chisec, Alta Verapaz.
Neben den ursprünglich auf der Finca lebenden 50 Quichéfamilien lebten weitere 90 Quichéfamilien, welche aus Flüchtlingslagern in Mexiko nach Guatemala zurückgekehrt waren. Viele waren Opfer der Repression von 1982, einige Überlebende von Massakern, welche damals in verschiedenen Dörfern verübt wurden. Die Rückkehr fand 1994 im Rahmen eines Abkommens, welches am 8. Oktober 1992 zwischen der guatemaltekischen Regierung, vertreten durch die Comisión Nacional para la Atención de Repatriados, Desplazados y Refugiados Guatemaltecos (CEAR), und der Comisiones Permanentes de Refugiados Guatemaltecos en México (CCPP), einem Flüchtlingsverband, geschlossen worden war, statt. Sie nannten ihre Gemeinde Aurora 8 de Octubre (auf Deutsch etwa: „Morgenröte des 8. Oktobers“), da sie eine neue Gemeinde gründen wollten, da die alte von Patrullas de Autodefensa Civil dominiert war.
In beiden Teilen der Gemeinde hatte jede Familie ein gleich großes Stück Land zum Bewirtschaften erhalten.
Am 5. Oktober 1995 bereiteten viele Menschen aus Aurora 8 de Octubre ein Dorffest vor, mit dem die Unterzeichnung ihrer Rückkehrvereinbarung am 8. Oktober gefeiert werden sollte.
In dieser Zeit fanden Gespräche über Friedensvereinbarungen statt und die Misión de Verificación de las Naciones Unidas (MINUGUA), welche die Erfüllung der Grundsatzvereinbarungen zu Menschenrechten durch die Parteien überwachen sollte, wurde installiert.

## Anfang Oktober 1995
Am 3. Oktober 1995 verließ eine Militärpatrouille mit 26 Soldaten einschließlich eines Minderjährigen unter dem Kommando eines Unteroffiziers den Stützpunkt Rubelsanto, der zur 21. Militärzone mit Sitz in Cobán gehört. Vor dem Ausrücken beabsichtigte die Patrouille am Eingang der Finca Xamán zu passieren.
Am 3. und 4. Oktober 1995 besuchten die Soldaten einige Dörfer entsprechend ihrem Programm. Am Morgen des 5. Oktobers hatten einige Gummizapfer aus Aurora 8 de Octubre die Anwesenheit der Militärs entdeckt, als diese an der Finca in der Nähe der Schule nicht weiter als zehn Meter von den Wohnhäusern entfernt passierten.
Einige Bewohner, die für das Dorffest ein Versammlungsgebäude schmückten, wurden über die Anwesenheit des Militärs informiert. Eine Nachbarschaftsgruppe von etwa zehn Personen, darunter Frauen und Dorfobrigkeit, liefen, um die Patrouille zu treffen und verlangten mit dem Befehlshaber zu sprechen. Die Gruppe verlangte von den Soldaten den Zweck ihrer Präsenz, welche eine Verletzung der Vereinbarung vom 8. Oktober darstellte, zu erfahren.
Der Unteroffizier wies darauf hin, dass sie sich auf dem Weg zu einer nahe gelegenen Gemeinde befänden. Die Anwohner behaupteten, dass dieser Weg nicht zum angegebenen Ort führt. Unterdessen bezogen sich andere Nachbarn auf Handlungen des Militärs von Anfang der 1980er Jahre.
Nach einigen Zeugen, baten die Soldaten darum, am Dorffest teilzunehmen, und die Dorfbewohner ließen sie daraufhin passieren. Andere wiesen darauf hin, dass von ihnen verlangt wurde hereinzukommen, um ihre Präsenz an diesem Ort zu erklären.
Unabhängig vom tatsächlichen Grund des Eintretens ist es sicher, dass der Befehlshaber nach dem ersten Zusammentreffen entschied, bis ins Zentrum der Gemeinde zu gehen, um dort die Anwesenheit des Militärs zu erklären. Auf dem Weg nahm die Zahl der Anwohner, welche die Militärs umringten, die Zahl der verbal geäußerten Aggressionen gegen die Soldaten, wie auch die Bekundungen der Unzufriedenheit mit ihrer Anwesenheit zu.
Etwa um 13:30 Uhr verhandelte der Unteroffizier mit dem stellvertretenden Bürgermeister.
Unterdessen demonstrierten die Bewohner mit mehr Vehemenz ihre Unzufriedenheit mit der Anwesenheit des Militärs und sie forderten von den Soldaten ihre Waffen abzugeben und am Ort zu bleiben, bis die MINUGUA und die ACNUR die vorgeworfene Verletzung der Vereinbarung vom 8. Oktober festgestellt hätten.
Es verging eine halbe Stunde und nach Austausch von Befehlen zwischen dem Unteroffizier und den Soldaten versuchten die Soldaten, da sie von Bevölkerung unter Druck gesetzt wurden, sich durch Stöße mit den Gewehrkolben an den Ort, von welchen sie gekommen waren, zurückzudrängen. Gleichzeitig bewegte sich eine Gruppe der Bevölkerung zu diesem Ort, um ihn zu verstellen.
Eine Frau griff nach dem Lauf einer Waffe eines Sergeanten, um sie zu entreißen, dieser befahl einem anderen Mitglied der Patrouille zu schießen, welcher drei in der Nähe stehende Personen erschoss, eine davon in den Rücken auf der Flucht.
Dies führte zu einer Kettenreaktion bei den anderen Soldaten, welche unterschiedslos in alle Richtungen schossen. In diesem Moment begannen alle zu laufen.
Einige Menschen fielen getroffen von Projektilen, während sie flüchteten, und entsprechend einer Anzeige wurden drei weitere niedergemacht, als sie auf der Erde lagen.
Es gibt keine Hinweise darauf, dass die Bevölkerung Feuerwaffen trug, noch gibt es Zeugenaussagen, welche von physischen Aggressionen gegen die Soldaten berichten, welche hauptsächlich von Frauen und Kindern umringt waren.
Es werden nur die verbalen Aggressionen festgestellt und es wird über den Versuch die Waffe des Sergeant zu entreißen berichtet.
Der Untersuchungsbericht der Armee stellt fest, dass 246 Schuss vom Kaliber 5,56 mm abgegeben wurden.
Der Untersuchungsbericht der MINUGUA stellte fest, dass drei Mitglieder der Patrouille durch unkontrolliert abgegebene Schüsse ihrer Kameraden verletzt wurden.
Als die Truppe sich vom Ortskern 200 Meter entfernt hatte, eröffnete ein Soldat willkürlich das Feuer auf den achtjährigen Santiago Pop Tut und traf ihn am Handgelenk, als er mit seiner Angelrute über den Weg lief. Als das verletzte Kind versuchte, in sein Haus zu fliehen, kehrte der Soldat um und schoss ihm aus kurzer Entfernung in die Brust und in den Kopf, womit er es ermordete.
Schließlich waren elf Mitglieder der Gemeinde einschließlich zweier Kinder tot und weitere 28 verletzt.

## Folgen
Die erste offizielle Reaktion der Armee war der Versuch die Verantwortlichen zu entschuldigen.
Da aber die tatsächlichen Umstände bekannt waren, erkannte Präsident Ramiro de León Carpio die Verantwortung für die Gemeinde an und nahm den Rücktritt des Verteidigungsministers Mario René Enríquez Morales an und setzte den Befehlshaber der 21. Militärzone ab.
Die Armee versuchte weiterhin ihre Angehörigen aus der Verantwortung zu ziehen und behinderte die gerichtlichen Ermittlungen.
Beispielsweise berichteten einige Soldaten vertraulich, dass während der Rückkehr zum Stützpunkt und in dieser sie über was sie aussagen sollten von vorgesetzten Offizieren wie auch von Anwälten der Armee instruiert wurden, um eine gleichlautende verzerrte Darstellung dessen, was geschah, zu erhalten.
Die von der Armee beauftragten Anwälte übernahmen eine kollektive Verteidigung aller Soldaten, diese Form erschwerte festzustellen, wer geschossen hatte, sie gerieten in die öffentliche Kritik, da sie zahlreiche Rechtsmittel einlegten, wozu einige offensichtlich nicht stichhaltige gehörten, um den Prozess ungerechtfertigterweise zu verzögern, dazu gehörten Befangenheitsanträge gegen den Staatsanwalt und der MINUGUA.
Die Waffen, welche die Patrouille trug, wurden sechs Wochen von der Armee verwahrt, bevor sie an das Ministerio Público (Justizministerium) ausgehändigt wurden.
Der Granatwerfer wurde vom Verteidigungsministerium an die Staatsanwaltschaft erst nach wiederholten Aufforderungen sechs Monate nach dem Geschehen übergeben.
Das Verhalten der Vertreter des Ministerio Púbilico war ebenfalls nicht angemessen.
Der erste Staatsanwalt des Falles und der Generalstaatsanwalt waren am Tag nach dem Massaker am Tatort, sammelten ein paar Beweise, wie Patronenhülsen und befragten einige Überlebende, Ermittlungen, welche aber nicht in den Untersuchungsakt aufgenommen wurden. Vertreter des Ministerio Público weigerten sich Spuren am Tatort zu sichern, die Kleidung der Opfer verschwand, die Autopsien wurden oberflächlich, ohne die erforderlichen Techniken durchgeführt. Schließlich führten die Klagen zum Rücktritt des Staatsanwaltes und zur Ernennung seines Nachfolgers.
Ähnlich war die Situation bei den Justizbeamten, welche für das Verfahren verantwortlich waren. Der erste, damit befasste Richter, war der Militärrichter von Jalapa, und als solcher vom Verteidigungsministerium unterstellt, er zeigte eine bekannte Neigung die Standpunkte der Verteidigungsanwälte, mit welchen er sich über verschiedene prozessuale Vorgänge beriet, zu übernehmen.
Einer Klage von Rigoberta Menchu bezüglich der Zuständigkeit des Gerichtes wurde stattgegeben und der Fall dem Militärgericht entzogen und an die fünfte Kammer eines Zivilgerichtes verwiesen. So mussten sich zum ersten Mal in der Geschichte Guatemalas Militärs vor einem Zivilgericht verantworten.
Zu den fragwürdigen Entscheidungen des Zivilrichters gehörte, dass er acht Mitglieder der Patrouille auf freien Fuß setzen ließ, ohne die Aktenlage zu kennen, den 5000 Seiten umfassenden Akt hatte er wenige Stunden vorher erhalten hatte und die Umstände, nach welchen die Untersuchungshaft verfügt worden war, hatte sich nicht geändert.
Schließlich entzog der oberste Gerichtshof aufgrund von fortgesetzten Klagen über Unregelmäßigkeiten dem Richter den Fall.
Am 29. Juli 1996 wurde die Klage gegen die 25 Mitglieder der Patrouille eingereicht. Die mündliche Anhörung musste jedoch aufgrund von Einsprüchen der Parteien ausgesetzt werden und wurde im Oktober 1998 wieder aufgenommen.
Die Verletzten, die Zeugen und die Gemeinde von Aurora 8 de Octubre war in dieser Zeit Anfeindungen und Drohungen ausgesetzt. Es gab Drohungen gegen den Staatsanwalt des Falles und die Nebenklägerin von Unbekannten.
In ihrem Bericht vom 10. Oktober 1995 kommt NINUGUA zu dem Schluss, dass die Mitglieder der Patrouille durch die wahllose Abgabe von Schüssen auf Mitglieder der Gemeinde Aurora 8 de Octubre das Recht auf Leben schwer verletzt haben.
Es wurde geklärt, dass es keinen Beweis dafür gibt, dass die Mitglieder der Gemeinde Waffen trugen und es gibt hinreichende Beweise, dass alle Opfer einschließlich der drei Soldaten durch Schüsse von Mitgliedern der Patrouille getroffen wurden.
Anfang Oktober 1998 erklärte der befasste Staatsanwalt Ramiro Contreras Valenzuela vor der Presse, dass das Ministerio Público (Justizministerium) dem Fall nicht die gebotene Unterstützung zur Fortführung der Untersuchung entgegenbringt. Später war dieser Staatsanwalt das Ziel von Drohungen und Einschüchterungen, so dass er um seine Sicherheit fürchtete und er sich entschied Guatemala zu verlassen.
Im November 1995 legte die Nebenklägerin Rigoberta Menchú Tum den Fall bei der Comisión Interamericana de Derechos Humanos vor, wo der Fall angenommen wurde.
Am 19. Dezember 1997, beantragte die Comisión para el Esclarecimiento Histórico beim Verteidigungsminister eine Stellungnahme zum Massaker von Xamán. Am 19. Dezember 1997 antwortete der Minister, dass es sich ihm verbiete zum Fall Stellung zu nehmen, da ein entsprechendes Gerichtsverfahren anhängig wäre.
In erster Instanz wurden die 14 Militärs 2003 freigesprochen.
Am 3. Juni 2003 begann der dritte Prozess.
Am 12. Juni 2003 machte ein Beschuldigter eine Aussage.
Anfang 2004 beantragte der Staatsanwalt in zweiter Instanz für die Beschuldigten die Todesstrafe.
In zweiter Instanz wurden die Beschuldigten freigesprochen.
In dritter Instanz wurden die Beschuldigten zu 40 Jahren Haft verurteilt.

## Verarbeitung
Der Dokumentarfilm Auf halbem Weg zum Himmel der Regisseure Andrea Lammers und Ulrich Miller aus dem Jahr 2008 behandelt das Massaker von Xamán und zeigt den Weg der Überlebenden vor das Gericht sowie dessen Auswirkungen auf das Leben im Dorf bis heute.